# Bere Ferrers (stacja kolejowa)
Bere Ferrers – stacja kolejowa we wsi Bere Ferrers w hrabstwie Devon na linii kolejowej Tamar Valley Line. Stacja bez trakcji elektrycznej. W przeszłości leżała na północnej linii łączącej Exeter z Plymouth (przez Okehampton). Stacja nazywała się Beer Ferris, a nazwa pochodziła od rodziny, która posiadała okoliczne tereny. W r. 1898 zmieniono jej nazwę z powodu skojarzeń z piwem. Obecnie jest obsługiwana przez przedsiębiorstwo kolejowe Great Western Railway. 

## Historia
24 września 1917 na stacji miał miejsce wypadek. Grupa nowozelandzkich żołnierzy przemieszczająca się z Plymouth do Salisbury korzystając z postoju na stacji, udała się na krótki odpoczynek. Nie przyzwyczajeni do ruchu lewostronnego, wysiedli złą stroną i zostali stratowani przez pociąg ekspresowy. Dziesięć osób zginęło, dwie odniosły obrażenia.

## Ruch pasażerski
Stacja obsługuje 10 786 pasażerów rocznie (dane za okres od kwietnia 2021 do marca 2022). Posiada bezpośrednie połączenia z Plymouth i Gunnislake. Pociągi odjeżdżają ze stacji co godzinę.

## Obsługa pasażerów
Automaty biletowe, przystanek autobusowy.